# Carmaux
Carmaux (okcitansko Carmauç) je naselje in občina v južnem francoskem departmaju Tarn regije Jug-Pireneji. Leta 2007 je naselje imelo 10.268 prebivalcev.

## Geografija
Kraj leži v pokrajini Languedoc ob reki Cérou, 16 km severno od Albija.

## Uprava
Carmaux je sedež dveh kantonov:
- kanton Carmaux-jug (del občine Carmaux, občine Blaye-les-Mines, Labastide-Gabausse, Taïx),
- kanton Carmaux-sever (del občine Carmaux, občini Rosières, Saint-Benoît-de-Carmaux).

Oba kantona sta sestavna dela okrožja Albi.

## Zgodovina
Carmaux je poznan po rudniku premoga, ki je deloval od 13. do konca 20. stoletja, in steklarskih delavnicah (18. stoletje - 1931).

## Zanimivosti
- župnijska cerkev sv. Privata izdruge polovice 19. stoletja,
- cerkev sv. Cecilije iz konca 19. stoletja,
- mekdanja rudarska bolnišnica - klinika sv. Barbe, zgrajena v letih 1882-1891, danes Kulturni center Jeana Baptista Calvignaca,
- Domaine de la Verrerie dvorec s parkom, muzej steklarstva,
- mestni trg Jean Jaurès s kipom francoskega politika iz konca 19. in začetka 20. stoletja.

- Kulturni center Jeana Baptista Calvignaca
- rudniška električna centrala
- Kip Jeana Jaurèsa
- Domaine de la Verrerie (1)
- Domaine de la Verrerie (2)
- Mestna hiša s cerkvijo sv. Privata
- župnijska cerkev sv. Privata
- cerkev sv. Cecilije

## Pobratena mesta
- Neckarsulm, (Baden-Württemberg, Nemčija),
- Porcari (Toskana, Italija).